# フタリシズカ (お笑いコンビ)
フタリシズカは、ワタナベエンターテインメント所属のお笑いコンビ。

## メンバー
- 加賀谷 秀明（かがや ひであき、1990年6月26日（34歳） - ）ツッコミ担当、立ち位置は向かって左。 
  - 身長175cm。
  - 千葉県八千代市出身[3]。
  - 東海大学付属浦安高等学校卒業、日本体育大学体育学部卒業[4]。
  - 大学生時代は陸上部[5]。陸上は通算10年やっていた[6]。自己ベストタイムは100m走で10秒75[7]、200m走で21秒41[5]、400m走で47秒75[5]。リレー走で日本陸上競技選手権大会に出場し、3位になったことがある[8]。前コンビのアクアプラス時代だった2014年7月5日に放送された『芸能界特技王決定戦 TEPPEN』（フジテレビ）に100m走に出場し優勝した[8]。しかし、足が速すぎたがためにこれ以降、走る仕事には呼ばれなくなってしまっていた。2024年2月11日放送の『千鳥の鬼レンチャン』（フジテレビ）のスポーツSPで約9年半ぶりに走る仕事を得たが、レース中に肉離れを起こし、走りながら号泣する一幕が放送されてしまった[9]。
  - 2025年1月10日放送『ラヴィット！』の「2025福男決定戦」で後半に猛烈な追い上げを見せ優勝し福男の座を勝ち取った。
  - 陸上を始める前、スポーツは幼稚園時代から小学生時代まで、サッカーを9年間やっていたがリフティングができずにプロの道を諦める[6]。
  - 保健体育の教員免許、PTCパーソナルトレーナーの各資格を持つ[10]。
  - 椎名林檎、東京事変、アニメ全般（特にTRIGGER作品、ダーリン・イン・ザ・フランキス、キルラキル、天元突破グレンラガン）、スマホゲーム（白猫プロジェクト、ファントム オブ キル）が好きで得意トークとする[5][11]。趣味はアニメソング、ボウリング（ベストスコア268）、スマホゲーム[5][12]。特技はGarageBand（音楽制作ソフトウェア）による作曲[7]、なわとび四重跳び[5]。
  - 大学卒業後、2013年にスクールJCAへ22期生として入学。JCA在学中にコンビ『アクアプラス』を結成（当時の相方である石井康平は現在、コンビ『アクアキャンディー』を組みタイタンに所属）。卒業後はプロダクション人力舎で活動していたが、2015年9月を以って解散[13]。その後改めてワタナベコメディスクールに23期生として入学。

- 横井 かりこる（本名:横井 あかり〈よこい あかり〉1996年7月23日（28歳） - ）ボケ・ネタ作り担当、立ち位置は向かって右。 
  - 身長171cm。
  - 石川県金沢市出身[14]。 実家は教会で、親は牧師[15]。
  - 北陸学院高等学校卒業。明治学院大学社会学部社会学科卒業[16][17]。
  - 英検準2級、認定ダンス指導員2級の資格を持つ[10]。
  - ディズニープリンセスを得意なトークとする[11]。
  - スポーツはダンス、スキー、トランポリンが得意[6]。昔から人前で踊ることが大好きだが、友達の前で踊ると笑いが起きていたという[18]。
  - ジャニーズアイドル、関ジャニ∞と嵐のファン[12]。ディズニーランド好き[12]。
  - 特技はボイスパーカッション、リコーダー[7]。鼻でリコーダーを吹きながらのボイスパーカッションも出来る[7]。
  - 憧れの芸人はにゃんこスター、前に出ると一番緊張するのは嵐[19]。
  - 2022年のTHE Wで決勝進出する。
  - 「かりこる」という芸名は、本名のあかりの「かり」と藤田ニコルの「コル」を足したもの[20]。

## 来歴・概説
2人ともワタナベコメディスクール23期（2015年10月入学、2016年9月卒業）出身。2016年11月結成。ワタナベコメディスクール時代に当時ピンで活動していた横井のダンスネタに加賀谷が爆笑したことで気に入り、加賀谷から誘って結成に至った。しかし結成の話を切り出す時に加賀谷は関係無い話ばかりしていたために、結局、先に周りからその話を聞いて知っていた横井から先に本題を切り出したという。
横井は加賀谷のことを異性として好きであると公言する。最初はあまり好きではなかったが、コンビを続けていくには相方を好きにならないといけないと考えて好きになる努力をしていくうちに本当に好きになったという。また、横井は加賀谷への恋心について、全くビジネスではなくガチンコだと語っている。結成して1年ほど経ったある時、突然横井から加賀谷に愛を告白したがこれをドッキリだと思った加賀谷は丁寧にお断りしていた。このようなことから、横井は自分たちを「片思い男女コンビ」だとしている。横井は「好きな人と一緒に居られるし、お笑いと恋愛が同時に出来るなんてラッキー」と話し、本格的に付き合うことになったら「彼氏の前でおバカな姿は見せられないので、解散する」とも話している。
また、自分たちを「踊る体育会系男女コンビ」とも称している。
2018年、第39回ABCお笑いグランプリで決勝進出。結果はファーストステージ（Bブロック）敗退。2020年、第41回ABCお笑いグランプリで二度目の決勝進出、本選の結果は第3位であったが、AbemaTVの視聴者投票で決められた「ABEMA賞」にて優勝。AbemaTVの冠特番の出演権を獲得した。
2021年1月1日（2020年12月31日深夜）放送の『ぐるナイおもしろ荘 お笑い第7世代NEXTスター発掘スペシャル』に出演を決め、準優勝。

## 芸風
ネタは主にコント、音ネタ。M-1グランプリに出場して漫才を演じたこともある。横井が全力で演じるダンスや、特技であるボイスパーカッションを大きな武器としてネタ中に取り入れている。また、ネタ中の音源は全て加賀谷が制作している。

## 賞レース戦績
- 2018年 第39回ABCお笑いグランプリ 決勝進出
- 2020年 第41回ABCお笑いグランプリ 決勝3位・ABEMA賞
- 2021年 ぐるナイおもしろ荘 準優勝
- 2022年 キングオブコント 準々決勝進出[27]
- 2022年 女芸人No.1決定戦 THE W 決勝進出（かりこる）
- 2023年 キングオブコント 準々決勝進出[28]

### M-1グランプリ
- 2016年 M-1グランプリ 1回戦敗退[1]
- 2017年 M-1グランプリ 1回戦敗退[1]
- 2018年 M-1グランプリ 2回戦進出[1]
- 2020年 M-1グランプリ 2回戦進出[1]
- 2021年 M-1グランプリ 2回戦進出[1]
- 2022年 M-1グランプリ 2回戦進出[1]
- 2021年 M-1グランプリ 2回戦進出[1]
- 2022年 M-1グランプリ 2回戦進出[1]
- 2023年 M-1グランプリ 2回戦進出[1]
- 2024年 M-1グランプリ 2回戦進出[1]

## 出演

### テレビ
- 芸能界特技王決定戦 TEPPEN（フジテレビ）- 2014年7月5日、加賀谷のみ「アクアプラス」時代の出演。100m走対決で優勝
- ビートたけしのスポーツ大将（テレビ朝日）- 2015年3月22日、加賀谷のみ「アクアプラス」時代の出演[29]
- 前略、西東さん（中京テレビ放送）- 2017年1月28日[30]
- ABCお笑いグランプリ 決勝戦（朝日放送）- 2018年7月8日、2020年7月12日
- ウチのガヤがすみません!（日本テレビ）- 2018年9月12日初出演、不定期出演
- ネタパレ（フジテレビ）- 2018年9月22日初出演、不定期出演
- 有田ジェネレーション（TBS）- 2018年10月24日深夜
- ウケメン（フジテレビ）- 2018年11月24日深夜、2018年12月26日深夜、2019年2月23日深夜、2019年3月28日深夜
- ぐるナイおもしろ荘（日本テレビ）- 2021年1月1日（2020年12月31日深夜）
- キャラダチミュージアム〜MoCA〜（フジテレビ）- 2021年3月28日、2021年5月23日「ゲイニン インスタレーション」 コーナー
- しゃべくり007（日本テレビ）- 2021年5月10日、横井のみ[31]
- 15ビョーーーン（テレビ東京）- 2021年6月6日
- そろそろ にちようチャップリン（テレビ東京）- 2021年7月31日
- アルピーテイル（テレビ朝日）- 2022年6月9日
- オンエア決めろ！ー笑武ー（BSJapanext） - 2022年6月21日
- 有吉ジャポンII ジロジロ有吉（TBS）- いずれも横井のみ　2021年12月18日[32]、2022年4月16日[33]、2022年7月2日[34]、2022年9月10日[35]、2022年9月17日[36]、2022年9月24日[37]、2022年12月16日放送。
- ぽかぽか（フジテレビ）- 2023年7月24日初出演、不定期コーナー出演
- くりぃむナンタラ（テレビ朝日）- 2023年9月20日「お笑い芸人ブラックジャック」コーナー
- 千鳥の鬼レンチャン（フジテレビ）- 2024年2月11日、加賀谷のみ
- 笑えない父と笑わせたい愛娘（ABCテレビ）- 2024年3月30日、横井のみ[38]

### ウェブテレビ
- フタリシズカの日曜The NIGHT（2021年1月17日、ABEMA）[39]

### ネットラジオ
- フタリシズカのラジオ『カップルごっこ』[40]（2023年1月17日 - 、stand.fm） - 毎日配信

## 舞台・ライブ
- 「ロビンソンズのふわふわもふもふvol.1」新宿バッシュ!!（2022年12月8日、ロビンソンズ主催ライブのゲスト[41][42]）
- フタリシズカ単独ライブ「フタリムシ」東京・ユーロライブ（2023年5月10日[43][44]）